# Roomsloot
De Roomsloot is een waterweg in de Nederlandse provincie Overijssel.
De Roomsloot is een schakel in de vaarverbindingen vanaf Blokzijl en het Giethoornsche Meer door De Weerribben naar de Friese waterwegen. Het kanaal loopt vanaf het Noorderdiep naar Blokzijl en vanaf de Valsche Trog naar het Giethoornsche Meer naar de Heer van Diezenvaart bij het plaatsje Nederland.

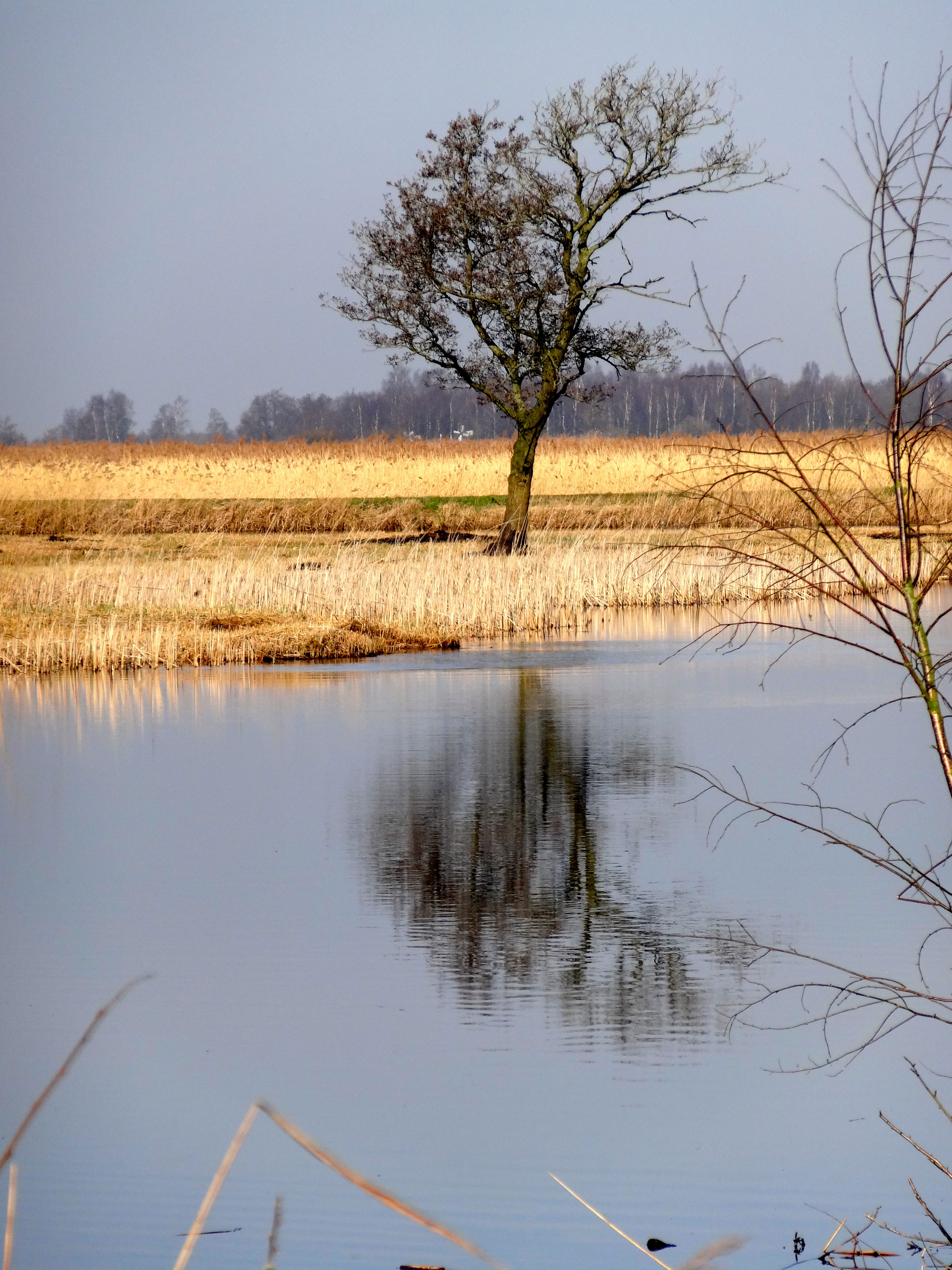
Roomsloot (halverwege N333 en Nederland)
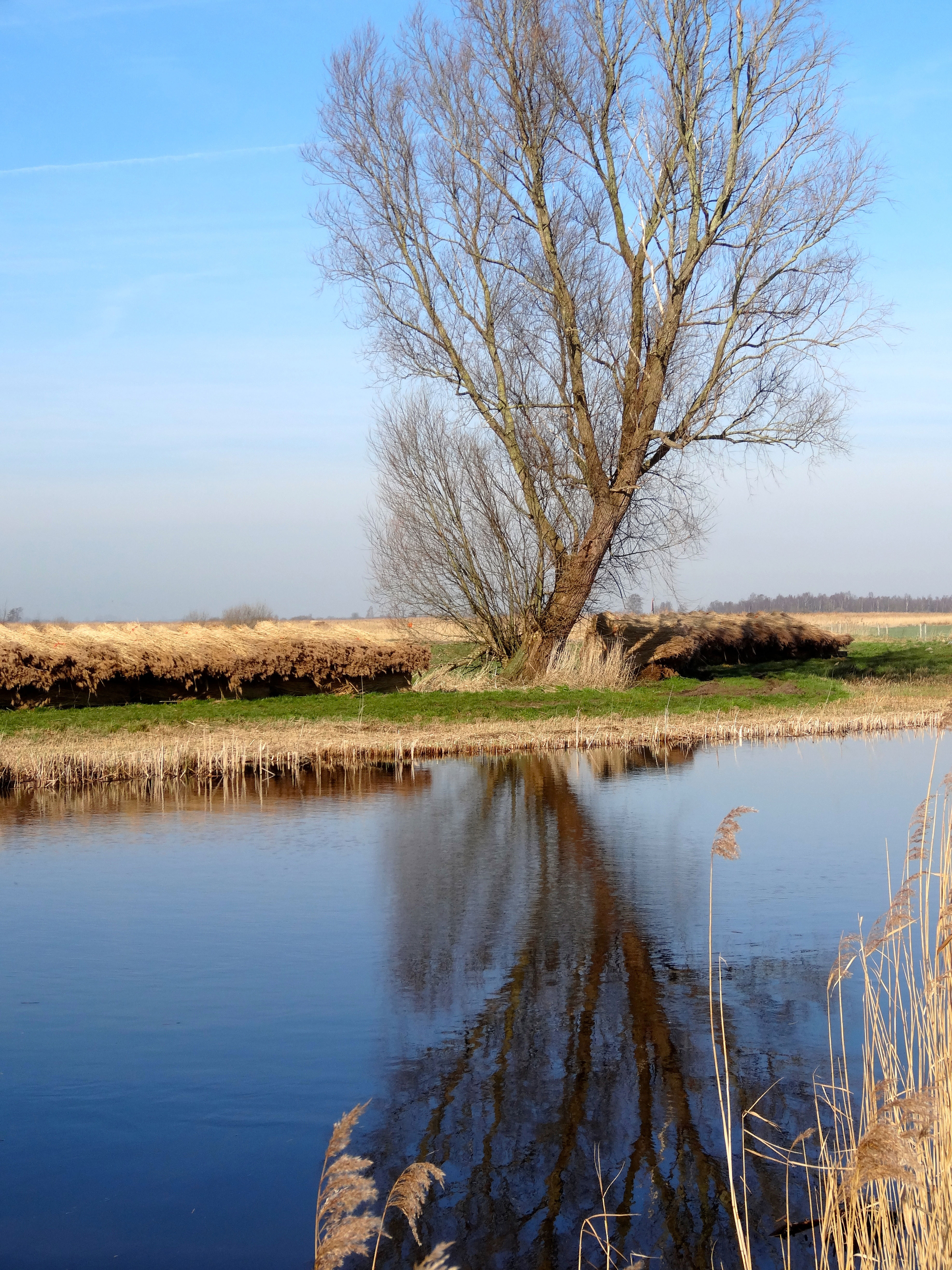
Roomsloot (even ten zuiden van Nederland)